# Mendel Lectures

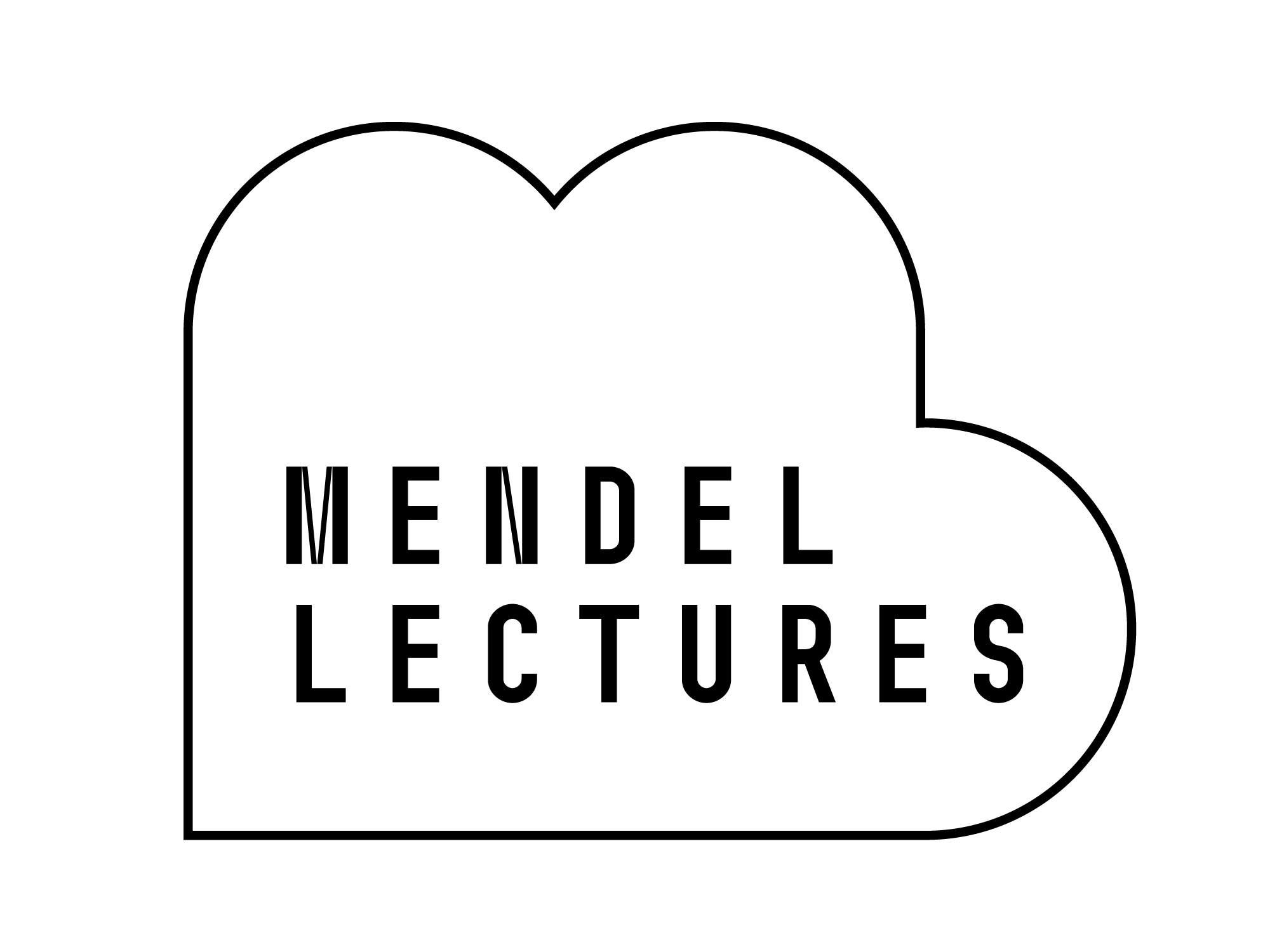
Mendel Lectures logo

Mendel Lectures (česky Mendelovy či Mendelovské přednášky) je cyklus přednášek významných světových genetiků, molekulárních biologů, biochemiků, mikrobiologů, lékařů a vědců příbuzných oborů, které se konají od května 2003 v refektáři augustiniánského kláštera na Starém Brně ve městě Brno. Cyklus vznikl u příležitosti padesátého výročí objevení struktury deoxyribonukleové kyseliny (DNA) Jamesem Watsonem (* 1928) a Francisem Crickem (1916–2004). Mendel Lectures jsou pojmenovány po zakladateli genetiky Gregoru Johannu Mendelovi (1822–1884), který ve starobrněnském klášteře žil a pracoval v letech 1843–1884. Zde se také věnoval křížení hrachu (1856–1863) a na základě svých experimentů formuloval základní zákony dědičnosti. Mendel Lectures pořádají Masarykova univerzita, Mendelovo muzeum, Fakultní nemocnice u sv. Anny a IMP Vídeň. Svou přednášku v Brně předneslo více než 130 vědců z celého světa, mezi nimi držitelé prestižních vědeckých ocenění i řada nositelů Nobelovy ceny, např. Tim Hunt, Jack Szostak, John Gurdon, Elizabeth Blackburn, Paul Nurse, Venkatraman Ramakrishnan, Günter Blobel, Kurt Wüthrich, Jules A. Hoffmann, Aaron Ciechanover, Ada Yonath, Paul Modrich, Eric F. Wieschaus, Fraser Stoddart a další.

## Historie
Myšlenka realizace Mendel Lectures se objevila v roce 2002 v rámci mezinárodní konference „EMBO Workshop: Genetics after the Genome“, kterou pořádali Dieter Schweizer a Kim Nasmyth. Organizace Mendel Lectures se ujali Anna a Kim Nasmyth z Oxfordu, Imma Mautner Markhof z Rakouska, Jan Motlík z Akademie věd ČR a Jiřina Relichová z Masarykovy univerzity. První série přednášek se uskutečnila roku 2003 pod názvem „The Road to the DNA“ a byla zaměřena na genetiku v historických souvislostech. První dva přednášející Sir Walter Bodmer z Oxfordu a Charles Weissmann z Londýna přednesli své přednášky ve starobrněnském klášteře 13. května 2003. Následující série přednášek se věnovaly aktuálním vědeckým poznatkům a objevům. Od roku 2003 mělo svou přednášku v Brně více než 110 vědců z celého světa, držitelé prestižních vědeckých ocenění i řada nositelů Nobelovy ceny.
Přednášky Mendel Lectures jsou spojeny se vznikem Mendelova muzea a oživením vědeckých aktivit v prostorách augustiniánského opatství na Starém Brně v roce 2003. U příležitosti padesátého výročí objevení struktury deoxyribonukleové kyseliny (DNA) věnoval British Council Mendelově muzeu originál fotografie Jamese Watsona a Francise Cricka. Kopii jejich modelu DNA z roku 1953 zapůjčil muzeu Gustav Ammerer.
V počátcích byly Mendel Lectures financovány nadací Vereinigung zur Förderung der Genomforschung vídeňského genetika Gustava Ammerera, Akademií věd ČR a British Council. Realizaci přednášek později podpořily také Masarykova univerzita, Jihomoravský kraj, Statutární město Brno a IMP Vídeň. V letech 2012-2014 byly přednášky financovány grantem Ministerstva školství, mládeže a tělovýchovy a Evropskou unií, projektem Pluricell. Od roku 2015 podporuje Mendel Lectures Mezinárodní centrum klinického výzkumu (ICRC) při Fakultní nemocnici u Sv. Anny v Brně prostřednictvím projektu ICRC. K tomu ještě přibyly finanční zdroje Masarykovy univerzity spojené se zavedením Seminar Series.

## Současnost
Mendel Lectures jsou nyní zaměřeny na mezioborové kombinování nejmodernějších přístupů, technologií a metod biochemie, biofyziky, molekulární biologie, počítačového modelování, zobrazování, mikrobiologie, buněčné biologie, fyziologie, genetiky, toxikologie, vývojové biologie, evoluční biologie a medicíny.
Program Mendel Lectures sestavuje vědecká komise ve složení Aaron Ciechanover, Simon Boulton, Kim Nasmyth, Lumír Krejčí a Vít Bryja. Mendel Lectures nyní organizují Lumír Krejčí a Gabriela Pavlíková z Masarykovy univerzity, ve spolupráci s Mendelovým muzeem, Mezinárodní centrum klinického výzkumu (ICRC) při Fakultní nemocnice u Sv. Anny a IMP Vídeň.

## Přednášející
| Série | Pořadí | Datum              | Přednášející                 | Instituce | Název přednášky | Nobel            | Poznámky                    |
| ----- | ------ | ------------------ | ---------------------------- | --- | --- | ---------------- | --------------------------- |
| 1     | 1      | 13. května 2003    | Sir Walter Bodmer            | Institute of Molecular Medicine, Oxford, UK                                                                                  | "The human genome: Past, present & future"                                                                                        |                  |                             |
| 1     | 2      | 13. května 2003    | Charles Weissmann            | Institute of Neurology, London, UK                                                                                           | "The role of DNA in prion diseases"                                                                                               |                  |                             |
| 1     | 3      | 5. června 2003     | Horace Judson                | George Washington University, USA                                                                                            | "Before the structure: The roots of the evolution in biology"                                                                     |                  |                             |
| 1     | 4      | 29. září 2003      | Sir Tim Hunt                 | Cancer Research UK, Clare Hall Laboratories, UK                                                                              | "Cells and their division" | Nobel prize 2001 | [ 7 ]                       |
| 1     | 5      | 16. října 2003     | Sir David Hopwood            | John Innes Centre, Norwich, UK                                                                                               | "Fifty years of Streptomyces genetics: Implications for antibiotic discovery"                                                     |                  |                             |
| 1     | 6      | 30. října 2003     | Dame Anne McLaren            | Cancer Research UK, Cambridge, UK                                                                                            | "Mendel and Michurin today" |                  |                             |
| 1     | 7      | 11. listopadu 2003 | Emil Paleček                 | Institute of Biophysics, Brno                                                                                                | "DNA double helix in Czechoslovakia. Electrochemical DNA sensors"                                                                 |                  |                             |
| 1     | 8      | 11. listopadu 2003 | Georgii G. Georgiev          | Institute of Gene Biology, Moscow, Russia                                                                                    | "Some achievements of Russian molecuar genetics between double helix and human genome"                                            |                  |                             |
| 1     | 9      | 9. prosince 2003   | François Gros                | Académie des Sciences, Paris, France                                                                                         | "From the double helix to genomics and beyond"                                                                                    |                  |                             |
| 2     | 10     | 7. října 2004      | Edward Trifonov              | University of Haifa, Israel                                                                                                  | "The nature and organisation of genomes, their sequence structure and evolution"                                                  |                  |                             |
| 2     | 11     | 21. října 2004     | Jack W. Szostak              | Howard Hughes Medical Institute, Boston, USA                                                                                 | "The origin of life and the emergence of Darwinian evolution"                                                                     | Nobel prize 2009 |                             |
| 2     | 12     | 18. listopadu 2004 | Barry Dickson                | Institute of Molecular Pathology (IMP), Vienna, Austria                                                                      | "Wired for sex: How reproductive behaviours are programmed into a fly’s brain"                                                    |                  |                             |
| 2     | 13     | 17. března 2005    | Ernst Hafen                  | University of Zurich, Switzerland                                                                                            | "Genetic dissection of insulin signalling and growth in drosophila"                                                               |                  |                             |
| 2     | 14     | 20. dubna 2005     | Marc-André Sirard            | Université Laval, Quebec, Canada                                                                                             | "Gene expression in bovine oocytes and embryos: Prospect and challenges"                                                          |                  |                             |
| 2     | 15     | 5. května 2005     | Sir Alec Jeffreys            | University of Leicester, UK                                                                                                  | "Genetic fingerprinting and beyond"                                                                                               |                  |                             |
| 3     | 16     | 3. října 2005      | Steven McKnight              | University of Texas | "Schizophrenia, Stem Cels and Signalling"                                                                                         |                  |                             |
| 3     | 17     | 10. listopadu 2005 | Kim Ashley Nasmyth           | Institute of Molecular Pathology (IMP), Vienna, Austria                                                                      | "Molecules behind Mendel’s laws of heredity: How cohesin holds sister DNAs together during mitosis and meiosis"                   |                  |                             |
| 3     | 18     | 30. března 2006    | Richard Henderson            | MRC Laboratory of Molecular Biology, Cambridge, UK                                                                           | |                  |                             |
| 3     | 19     | 6. dubna 2006      | Jiří Bártek                  | Danish Cancer Society, Copenhagen, Denmark                                                                                   | "DNA damage response: Molecular mechanisms and relevance for cancer"                                                              |                  |                             |
| 3     | 20     | 20. dubna 2006     | Václav Pačes                 | Czech Academy of Sciences, Prague                                                                                            | "On the origin of life on Earth"                                                                                                  |                  |                             |
| 3     | 21     | 4. května 2006     | Susan Lindquist              | MIT, Cambridge, USA / Whitehead Institute / HHMI                                                                             | "Prion proteins and new paradigm epigenetics"                                                                                     |                  |                             |
| 3     | 22     | 18. května 2006    | Adrian Bird                  | Wellcome Trust Centre for Cell Biology, University of Edinburgh, UK                                                          | "Proteins that read DNA methylaton signal"                                                                                        |                  |                             |
| 4     | 23     | 12. října 2006     | Sir John Gurdon              | Wellcome/CRC Institute, University of Cambridge, UK                                                                          | "Nuclear reprogramming as a route to cell replacement"                                                                            | Nobel Prize 2012 | [ 9 ]                       |
| 4     | 24     | 26. října 2006     | Ronald Plasterk              | Netherlands Institute for Developmental Biology, Utrecht                                                                     | "miRNAs for animal development"                                                                                                   |                  |                             |
| 4     | 25     | 31. října 2006     | Elizabeth Blackburn          | University of California, San Francisco, USA                                                                                 | "Responses of cells and organisms to altered telomere maintenance"                                                                | Nobel Prize 2009 | [ 10 ]                      |
| 4     | 26     | 9. listopadu 2006  | Rodney Rothstein             | Columbia University, New York, USA                                                                                           | "Choreography of the DNA damage response in budding yeast"                                                                        |                  |                             |
| 4     | 27     | 19. dubna 2007     | Wilhelm Ansorge              | ETH Zürich, Switzerland | "Genomes, proteomes and single cell analysis"                                                                                     |                  |                             |
| 4     | 28     | 26. dubna 2007     | Richard Losick               | Harvard University, Boston, USA                                                                                              | "Surprises in how microbes cope with uncertainty"                                                                                 |                  |                             |
| 4     | 29     | 10. května 2007    | Jan Ellenberg                | EMBO, Heidelberg, Germany | "Imaging how living cells divide: From single proteins to genome wide screening"                                                  |                  |                             |
| 5     | 30     | 2. října 2007      | Titia de Lange               | Rockefeller University, New York, USA                                                                                        | "How telomeres deal with the DNA damage response"                                                                                 |                  |                             |
| 5     | 31     | 8. listopadu 2007  | Walter Jakob Gehring         | University of Basel, Switzerland                                                                                             | "The master control gene of eye development and the evolution of light reception"                                                 |                  |                             |
| 5     | 32     | 29. listopadu 2007 | Svante Pääbo                 | Max Planck Institute for Evolutionary Anthropology, Leipzig, Germany                                                         | "Of humans, neanderthals and apes"                                                                                                | Nobel Prize 2022 |                             |
| 5     | 33     | 6. března 2008     | Elliot Meyerowitz            | California Institute of Technology, Pasadena, USA                                                                            | "Plant stem cells: Live imaging and computational models of the Arabidopsis shoot apical meristem"                                |                  |                             |
| 5     | 34     | 10. dubna 2008     | Stephen Craig West           | Cancer Research UK, Clare Hall Laboratories, UK                                                                              | "DNA strand-break repair and relationship to human disease"                                                                       |                  |                             |
| 5     | 35     | 17. dubna 2008     | Richard M. Durbin            | Wellcome Trust Sanger Institute, Cambridge, UK                                                                               | "Sequencing hundreds of human genomes"                                                                                            |                  |                             |
| 5     | 36     | 5. května 2008     | Sir Paul Nurse               | Rockefeller University, New York, USA                                                                                        | "The great ideas of biology" | Nobel Prize 2001 | [ 11 ]                      |
| 6     | 37     | 9. října 2008      | Jan-Michael Peters           | Institute of Molecular Pathology (IMP), Vienna, Austria                                                                      | "How cohesin controls sister chromatid cohesion and transcription"                                                                |                  |                             |
| 6     | 38     | 20. listopadu 2008 | Andrea Musacchio             | FIRC Institute of Molecular Oncology Foundation and the European Institute of Oncology, Milan, Italy                         | "Molecular bases of chromosome segregation"                                                                                       |                  |                             |
| 6     | 39     | 29. března 2009    | Jonas Frisén                 | Karolinska Institutet, Stockholm, Sweden                                                                                     | "New neurons in old brains" |                  |                             |
| 6     | 40     | 7. května 2009     | Sir Venkatraman Ramakrishnan | MRC Laboratory of Molecular Biology, Cambridge, UK                                                                           | "What structures of the ribosome have revealed about its central role in translating genetic information"                         | Nobel Prize 2009 | [ 12 ]                      |
| 6     | 41     | 14. května 2009    | Dame Frances Ashcroft        | University of Oxford, UK | "Neonatal diabetes: From ion channel to disease"                                                                                  |                  |                             |
| 6     | 42     | 21. května 2009    | Walter Keller                | University of Basel, Switzerland                                                                                             | "3´end processing of messenger RNA precursors and RNA quality control"                                                            |                  |                             |
| 7     | 43     | 15. října 2009     | Meinrad Busslinger           | Institute of Molecular Pathology (IMP), Vienna, Austria                                                                      | "Lineage commitment and developmental plasticity of lymphocytes"                                                                  |                  |                             |
| 7     | 44     | 22. října 2009     | Jason Chin                   | The Medical Research Council Laboratory of Molecular Biology, Cambridge, UK                                                  | "New genetic codes" |                  |                             |
| 7     | 45     | 23. listopadu 2009 | Jim E. Haber                 | Brandeis University, Waltham, USA                                                                                            | "Multiple mechanisms to repair a broken chromosome"                                                                               |                  |                             |
| 7     | 46     | 29. dubna 2010     | Azim Surani                  | Gurdon Institute, Cambridge, UK                                                                                              | "Germ cell specification in mice"                                                                                                 |                  |                             |
| 7     | 47     | 13. května 2010    | Kai Simons                   | Max-Planck Institute of Molecular Cell Biology and Genetics, Dresden, Germany                                                | "Cell membrane organisation and lipid rafts"                                                                                      |                  |                             |
| 7     | 48     | 27. května 2010    | Ueli Schibler                | University of Geneva, Switzerland                                                                                            | "Circadian gene expression in mammals: How does the brain talk to the body?"                                                      |                  |                             |
| 8     | 49     | 21. října 2010     | Michael N. Hall              | University of Basel, Switzerland                                                                                             | "TOR signaling in growth and metabolism"                                                                                          |                  |                             |
| 8     | 50     | 4. listopadu 2010  | Iain Campbell                | University of Oxford, UK | "Cell migration and protein-protein interactions"                                                                                 |                  |                             |
| 8     | 51     | 7. dubna 2011      | Dame Linda Partridge         | University College London, UK                                                                                                | "The new biology of ageing" |                  |                             |
| 8     | 52     | 14. dubna 2011     | David John Sherratt          | University of Oxford, UK | "A passion for DNA" |                  |                             |
| 8     | 53     | 5. května 2011     | Steven Henikoff              | Fred Hutchinson Cancer Research Center, Seattle, USA                                                                         | "Histone variant dynamics and epigenetics"                                                                                        |                  |                             |
| 8     | 54     | 12. května 2011    | Hans Clevers                 | Netherlands Institute of Developmental Biology, Utrecht, Netherlands                                                         | "Wnt signaling, Lgr5 stem cells and cancer"                                                                                       |                  |                             |
| 8     | 55     | 26. května 2011    | Jeffery Errington            | Newcastle University, UK | "L-form bacteria and the origins of life"                                                                                         |                  |                             |
| 9     | 56     | 6. října 2011      | John Diffley                 | Clare Hall Laboratories, Cancer Research UK London Research Institute                                                        | "How Mendel's genes are copied"                                                                                                   |                  |                             |
| 9     | 57     | 13. října 2011     | Timothy John Mitchison       | Harvard Medical School, Boston, USA                                                                                          | "How does a large cell find its center?"                                                                                          |                  |                             |
| 9     | 58     | 10. listopadu 2011 | Jürgen Knoblich              | Institute of Molecular Biotechnology (IMBA), Vienna, Austria                                                                 | "Proliferation control and tumorigenesis in stem cell lineages of the nervous system: Lessons from Drosophila and mouse genetics" |                  |                             |
| 9     | 59     | 8. března 2012     | Angelika Amon                | MIT, Cambridge, USA | "Causes and consequences of aneuploidy"                                                                                           |                  |                             |
| 9     | 60     | 22. března 2012    | Anthony A. Hyman             | Max Planck Institute of Molecular Cell Biology and Genetics, Dresden, Germany                                                | "Cytoplasmic organization through phase transitions"                                                                              |                  |                             |
| 9     | 61     | 19. dubna 2012     | Roland Kanaar                | Erasmus Medical Center, Rotterdam, Netherlands                                                                               | "How DNA recombination maintains genome integrity"                                                                                |                  |                             |
| 9     | 62     | 10. května 2012    | Óscar Fernández-Capetillo    | Spanish National Cancer Research Centre, Madrid, Spain                                                                       | "Exploring the role of replicative stress in cancer and ageing"                                                                   |                  |                             |
| 9     | 63     | 24. května 2012    | Douglas E. Koshland          | University of California, Berkeley, USA                                                                                      | "Preventing chromosomes from going rogue"                                                                                         |                  |                             |
| 10    | 64     | 8. října 2012      | Gary Ruvkun                  | Simches Research Center, Boston, USA                                                                                         | "An animal surveillance pathway for microbial inhibition of conserved cellular components and induction of defense responses"     |                  | [ 13 ] [ 14 ]               |
| 10    | 65     | 8. října 2012      | Josef Jiřičný                | University of Zurich, Switzerland                                                                                            | "FAN 1, a novel enzyme involved in the processing of cisplatin adducts in DNA"                                                    |                  | [ 13 ] [ 14 ]               |
| 10    | 66     | 8. října 2012      | Jan Hoeijmakers              | Erasmus Medical Center, Rotterdam, Netherlands                                                                               | "DNA, the key molecule in cancer and ageing"                                                                                      |                  |                             |
| 10    | 67     | 8. října 2012      | Jiří Lukáš                   | Danish Cancer Society, Copenhagen, Denmark                                                                                   | "Spatial and temporal organization of genome maintenance"                                                                         |                  | [ 13 ] [ 14 ]               |
| 10    | 68     | 9. října 2012      | Günter Blobel                | Rockefeller University, New York, USA                                                                                        | "Molecular design of nature’s largest and most versatile channel anchored in the center of the nuclear pore"                      | Nobel Prize 1999 | [ 13 ] [ 14 ] [ 15 ] [ 16 ] |
| 10    | 69     | 9. října 2012      | Julius Lukeš                 | Academy of Sciences of the Czech Republic, Ceske Budejovice                                                                  | "RNA editing in trypanosomatid protists"                                                                                          |                  | [ 13 ] [ 14 ]               |
| 10    | 70     | 9. října 2012      | Jiří Friml                   | Flanders Institute for Biotechnology, Ghent, Belgium                                                                         | "How cells make a plant: Role for directional auxin transport"                                                                    |                  | [ 13 ] [ 14 ]               |
| 10    | 71     | 25. října 2012     | Nancy Kleckner               | Harvard University, Cambridge, USA                                                                                           | "Meiotic recombination: The exception to, and the executor of, Mendel's laws"                                                     |                  |                             |
| 10    | 72     | 14. března 2013    | Brenda S. Schulman           | St. Jude Children’s Research Hospital, Memphis, USA                                                                          | "Twists and turns in ubiquitin conjugation cascades"                                                                              |                  |                             |
| 10    | 73     | 11. dubna 2013     | Tom Rapoport                 | Harvard Medical School, Boston, USA                                                                                          | "How the ER gets into shape" |                  |                             |
| 10    | 74     | 18. dubna 2013     | Torben Heick Jensen          | Aarhus University, Denmark                                                                                                   | "Making and breaking RNA in human nuclei"                                                                                         |                  | [ 17 ]                      |
| 10    | 75     | 2. května 2013     | Simon Boulton                | Cancer Research UK, South Mimms, UK                                                                                          | "Genome stability and the control of recombination"                                                                               |                  |                             |
| 10    | 76     | 9. května 2013     | Peter Walter                 | HHMI / University of California, San Francisco, USA                                                                          | "The unfolded protein response in health and disease"                                                                             |                  |                             |
| 10    | 77     | 16. května 2013    | Stanislas Leibler            | Rockefeller University, New York, USA                                                                                        | "Following in Mendel's footsteps: Statistical analysis of microbial behavioral phenotypes"                                        |                  |                             |
| 11    | 78     | 17. října 2013     | Peter Baumann                | Stowers Institute for Medical Research, Kansas City, USA                                                                     | "Biogenesis and regulation of telomerase"                                                                                         |                  |                             |
| 11    | 79     | 24. října 2013     | Carlos Bustamante            | University of California, Berkeley, USA                                                                                      | "Grabbing the cat by the tail: How a viral molecular motor packages DNA"                                                          |                  |                             |
| 11    | 80     | 21. listopadu 2013 | Kay Hofmann                  | University of Cologne, Cologne, Germany                                                                                      | "A common evolutionary basis for cell death pathways in animals, plants and fungi"                                                |                  |                             |
| 11    | 81     | 22. května 2014    | Joan Massagué                | Memorial Sloan Kettering Cancer Center, New York, USA                                                                        | "Origins of metastatic traits" |                  |                             |
| 12    | 82     | 30. října 2014     | Lorraine S. Symington        | Columbia University Medical Center, New York, USA                                                                            | "Mechanisms of homologous recombination"                                                                                          |                  |                             |
| 12    | 83     | 5. března 2015     | Herbert Waldmann             | Max Planck Institute of Molecular Physiology, Dortmund, Germany                                                              | "Biology oriented synthesis" |                  |                             |
| 12    | 84     | 19. března 2015    | Kurt Wüthrich                | ETH Zürich, Switzerland | "The colorful postgenomic world of proteins"                                                                                      | Nobel Prize 2002 | [ 18 ] [ 19 ]               |
| 12    | 85     | 2. dubna 2015      | Xiaoliang Sunney Xie         | Harvard University, Cambridge, USA                                                                                           | "Life at the single molecule level: Single cell genomics"                                                                         |                  |                             |
| 12    | 86     | 9. dubna 2015      | Michael Rosbash              | Brandeis University, Waltham, USA                                                                                            | "RNA Editing and RNA Binding Within Small Numbers of Discrete Neurons"                                                            | Nobel Prize 2017 |                             |
| 12    | 87     | 21. května 2015    | Jules A. Hoffmann            | University of Strasbourg, France                                                                                             | "Innate immunity: From flies to humans"                                                                                           | Nobel Prize 2011 | [ 20 ] [ 21 ] [ 22 ]        |
| 12    | 88     | 28. května 2015    | Maria Jasin                  | Memorial Sloan Kettering Cancer Center, New York, USA                                                                        | "Protecting the genome by homologous recombination"                                                                               |                  |                             |
| 13    | 89     | 1. října 2015      | Masaru Okabe                 | Osaka University, Japan | "The first “Green mice” and the mechanism of mammalian fertilization revised by gene-manipulated animals"                         |                  |                             |
| 13    | 90     | 22. října 2015     | Aaron Ciechanover            | Technion - Israel Institute of Technology, Haifa, Israel                                                                     | "The ubiquitin proteolytic system: From basic mechanisms thru human diseases and on to drug targeting"                            | Nobel Prize 2004 | [ 23 ] [ 24 ]               |
| 13    | 91     | 12. listopadu 2015 | Michael G. Rosenfeld         | HHMI / University of California, San Diego, USA / University of Rochester, USA                                               | "Mendel's messengers: Enhancers and transcriptional programs"                                                                     |                  |                             |
| 13    | 92     | 3. března 2016     | Michael G. Rossmann          | Purdue University, West Lafayette, USA                                                                                       | "A personal history of structural virology"                                                                                       |                  |                             |
| 13    | 93     | 7. dubna 2016      | Steve Jackson                | University of Cambridge, UK                                                                                                  | "Harnessing genetic principals to treat human disease"                                                                            |                  |                             |
| 13    | 94     | 5. května 2016     | Joan A. Steitz               | HHMI / Yale University, New Haven, USA                                                                                       | "Viral and cellular noncoding RNAs: Insight into evolution"                                                                       |                  |                             |
| 13    | 95     | 19. května 2016    | Stephen J. Benkovic          | Pennsylvania State University, USA                                                                                           | "On de novo purine biosynthesis: The purinosome"                                                                                  |                  |                             |
| 14    | 96     | 22. září 2016      | Wolfgang Baumeister          | Max Planck Institute of Biochemistry, Martinsried, Germany                                                                   | "The Molecular Machinery of Intracellular Protein Degradation: Structural Studies ex situ and in situ"                            |                  |                             |
| 14    | 97     | 10. listopadu 2016 | Austin Smith                 | University of Cambridge / Wellcome Trust / MRC Cambridge Stem Cell Institute, UK                                             | "Design Principles of Pluripotency"                                                                                               |                  |                             |
| 14    | 98     | 2. březen 2017     | Ada Yonath                   | Weizmann Institute of Science, Rehovot, Israel                                                                               | "The Genetic Apparatus, from Mendel to Critical Issues in Contemporary Medicine"                                                  | Nobel Prize 2009 |                             |
| 14    | 99     | 16. březen 2017    | Sir Peter Donnelly           | University of Oxford / Wellcome Trust Centre for Human Genetics, UK                                                          | "Meiosis, Recombination and the Origin of a Species"                                                                              |                  |                             |
| 14    | 100    | 23. březen 2017    | Friedhelm Hildebrandt        | Harvard Medical School / Boston Children’s Hospital / HHMI, USA                                                              | "Chronic Kidney Disease: The Mendelian Surprise"                                                                                  |                  |                             |
| 14    | 101    | 20. duben 2017     | David Tollervey              | Wellcome Trust Centre for Cell Biology / University of Edinburgh, UK                                                         | "Lighting up RNA Interactions in Living Cells"                                                                                    |                  |                             |
| 14    | 102    | 18. květen 2017    | Paul Modrich                 | Duke University School of Medicine / HHMI, Durham, USA                                                                       | "Mechanisms in DNA Mismatch Repair"                                                                                               | Nobel Prize 2015 |                             |
| 15    | 103    | 12. říjen 2017     | Erich Nigg                   | University of Basel, Switzerland                                                                                             | "Cell Cycle Control of Chromosome Segregation: Focus on Kinetochores and Centrosomes"                                             |                  |                             |
| 15    | 104    | 19. říjen 2017     | Shizuo Akira                 | Osaka University, Japan | "Functional Diversity of Macrophage/Monocyte Subsets"                                                                             |                  |                             |
| 15    | 105    | 14. prosinec 2017  | Gregory Hannon               | Cancer Research UK Cambridge Institute, University of Cambridge, UK                                                          | "A Small RNA-based Innate Immune System Guards the Integrity of Germ Cell Genomes"                                                |                  |                             |
| 15    | 106    | 8. březen 2018     | Elena Conti                  | Max-Planck-Institut für Biochemie, Germany                                                                                   | "The RNA Exosome-Ribosome Connection: Coupling Synthesis to Degradation"                                                          |                  |                             |
| 15    | 107    | 19. duben 2018     | Tom Misteli                  | National Cancer Institute, NIH, Bethesda, USA                                                                                | "The Cell Biology of the Genome"                                                                                                  |                  |                             |
| 15    | 108    | 3. květen 2018     | Mark Ptashne                 | Sloan Kettering Memorial Cancer Center, New York, USA                                                                        | "The Logic Of Gene Regulation" |                  |                             |
| 15    | 109    | 17. květen 2018    | Steven Benner                | Foundation for Applied Molecular Evolution, Alachua, USA                                                                     | "Artificial Genetics and Evolution in the New Millennium"                                                                         |                  |                             |
| 16    | 110    | 4. října 2018      | Eric F. Wieschaus            | Howard Hughes Medical Institute / Department of Molecular Biology, Princeton University, USA                                 | "Genes and the Mechanics of Cell Shape"                                                                                           | Nobel Prize 1995 |                             |
| 16    | 111    | 11. října 2018     | Rudolf Jaenisch              | Whitehead Institute for Biomedical Research, MIT, Cambridge, USA                                                             | "Epigenetic Regulation in Development, Aging and Disease States"                                                                  |                  |                             |
| 16    | 112    | 18. října 2018     | Patrick Sung                 | Department of Molecular Biophysics and Biochemistry, Yale University, USA                                                    | "Mechanism of Homology-directed Chromosome Damage Repair in Eukaryotes"                                                           |                  |                             |
| 16    | 113    | 14. března 2019    | Richard J. Davidson          | Center for Healthy Minds, University of Wisconsin–Madison, USA                                                               | "Well-being Is a Skill: Perspectives From Affective and Contemplative Neuroscience"                                               |                  |                             |
| 16    | 114    | 21. března 2019    | Emanuelle Charpentier        | Max Planck Institute for Infection Biology, Berlin, Germany                                                                  | "CRISPR-Cas9: a Bacterial Immune System Repurposed as a Transformative Genome Engineering Technology"                             |                  |                             |
| 16    | 115    | 2. května 2019     | Manolis Kellis               | Computer Science & Artificial Intelligence Lab and the Broad Institute of MIT and Harvard, USA                               | "From Genomics To Therapeutics: Uncovering And Manipulating The Genetic Circuitry of Human Disease"                               |                  |                             |
| 16    | 116    | 16. května 2019    | Fraser Stoddart              | Department of Chemistry, Northwestern University, Evanston, USA                                                              | "The Rise and Promise of Artificial Molecular Machines Based on the Mechanical Bond"                                              | Nobel Prize 2016 |                             |
| 16    | 117    | 23. května 2019    | Andrew G. Myers              | Department of Chemistry and Chemical Biology, Harvard University, Cambridge, USA                                             | "Progress Toward the Discovery of New Antibiotics with Efficacy Against Multi-drug Resistant Bacterial Pathogens"                 |                  |                             |
| 16    | 118    | 30. května 2019    | Roel Nusse                   | Howard Hughes Medical Institute, Department of Developmental Biology, Stanford University, School of Medicine, Stanford, USA | "Wnt Signaling and the Generation of New Cells in the Liver"                                                                      |                  |                             |
| 17    | 119    | 3. října 2019      | Stefan Knapp                 | SGC Frankfurt, Germany | "Challenges of selective targeting of protein kinases in cellular environments"                                                   |                  |                             |
| 17    | 120    | 7. listopadu 2019  | Andrés Aguilera              | Department of Molecular Biology, University of Sevilla, Spain                                                                | "RNA-mediated chromatin regulation"                                                                                               |                  |                             |
| 17    | 121    | 14. listopadu 2019 | Caroline Dean                | John Innes Centre Norwich, UK                                                                                                | "Antisense-mediated chromatin regulation"                                                                                         |                  |                             |
| 17    | 122    | 21. listopadu 2019 | Gerald P. Schatten           | McGowan Institute for Regenerative Medicine, University of Pittsburgh Medical Center, USA                                    | "Would Gregor Mendel be alarmed that designer babies walk among us?"                                                              |                  |                             |
| 17    | 123    | 5. března 2020     | Adrian Krainer               | Cold Spring Harbor Laboratory, Watson School of Biological Sciences, USA                                                     | "From Base Pairs to Bedside: Antisense Therapeutics for Targeted Modulation of Splicing or NMD"                                   |                  |                             |
| 18    | 124    | 16. září 2021      | Andrew deMello               | ETH Zürich, Switzerland | "Rise of the Micromachines: Biology on the Small Scale"                                                                           |                  |                             |
| 18    | 125    | 18. listopadu 2021 | Marek Mlodzik                | Icahn School of Medicine at Mount Sinai, USA                                                                                 | "Wnt/Frizzled Planar Cell Polarity signaling in development and disease"                                                          |                  |                             |
| 18    | 126    | 17. března 2022    | Ben Feringa                  | University of Groningen, Netherlands                                                                                         | "The Art of Building Small" | Nobel Prize 2016 |                             |
| 19    | 127    | 13. října 2022     | Klaus Rajewsky               | Max Delbrück Center for Molecular Medicine, Berlin, Germany                                                                  | Role of the Antigen Receptor in Normal and Malignant B Cell Development                                                           |                  |                             |
| 19    | 128    | 20. října 2022     | Matthias Hentze              | European Molecular Biology Laboratory (EMBL), Heidelberg, Germany                                                            | Exploring the Underground of the RBP World: Riboregulation                                                                        |                  |                             |
| 19    | 129    | 3. listopadu 2022  | Kimoon Kim                   | Pohang University of Science and Technology, South Korea)                                                                    | Supramolecular Latch: a New Chemical Tool for Chemistry, Biology and Materials Science                                            |                  |                             |
| 19    | 130    | 2. března 2023     | Walter Salzburger            | University of Basel, Switzerland                                                                                             | The non-gradual nature of explosive diversification in African cichlid fishes                                                     |                  |                             |
| 19    | 131    | 23. března 2023    | Dirk Inzé                    | VIB-UGent Center for Plant Systems Biology, Ghent University, Belgium                                                        | Engineering complex agronomic traits in crops                                                                                     |                  |                             |
| 19    | 132    | 4. května 2023     | Brian K. Kobilka             | Stanford University School of Medicine, Stanford, CA, USA                                                                    | Structural insights into G protein coupled receptor activation                                                                    | Nobel Prize 2012 |                             |
| 19    | 133    | 18. května 2023    | John T. Lis                  | Cornell University, USA | Architecture and mechanistic interplay of promoters and enhancers in controlling gene expression                                  |                  |                             |
| 20    | 134    | 12. října 2023     | Susumu Tonegawa              | MIT, Cambridge, Massachusetts, USA                                                                                           | Molecular Genetics of the Immune and Nervous Systems--Antibody Diversity and Memory Engrams                                       | Nobel Prize 1987 |                             |
| 20    | 135    | 26. října 2023     | Amita Sehgal                 | Perelman School of Medicine, University of Pennsylvania, Philadelphia, USA                                                   | Biology of Bedtime: Understanding the basis of sleep                                                                              |                  |                             |
| 20    | 136    | 21. března 2024    | Sarah A. Tishkoff            | University of Pennsylvania, Philadelphia, USA                                                                                | Genomic Evolution and Adaptation in Africa                                                                                        |                  |                             |
| 20    | 137    | 11. dubna 2024     | Johannes C. Walter           | Harvard Medical School, Massachusetts, USA                                                                                   | Mechanisms of Vertebrate DNA Replication and Repair                                                                               |                  |                             |
| 20    | 138    | 18. dubna 2024     | Randy W. Schekman            | Berkeley University of California, USA                                                                                       | Intercellular transfer of proteins and RNA                                                                                        |                  |                             |
| 20    | 139    | 25. dubna 2024     | Thomas R. Cech               | University of Colorado at Boulder, USA                                                                                       | That Magical Strand, RNA | Nobel Prize 1989 |                             |